# 帕克魯奧伊斯
帕克魯奧伊斯是立陶宛的城市，位於該國北部，距離首府希奧利艾36公里，由希奧利艾縣負責管轄，海拔高度76米，面積4平方公里，主要經濟活動是採礦業，2011年人口5,460。

## 外部連結
- Pakruojis manor